# Автошлях B14 (Німеччина)
Федеральний автошлях 14 (B14, нім. Bundesstraße 14)  — це одна з довгих федеральних доріг на півдні Німеччини, яка проходить через федеральні землі Баден-Вюртемберг і Баварію від Боденського озера через Штутгарт і Нюрнберг до чеського кордону.

## Маршрут

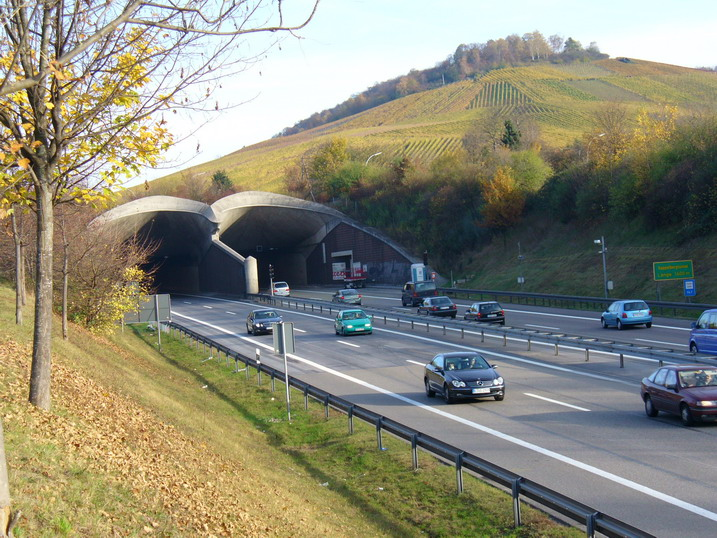
B14 із західними порталами Каппельбергського тунелю на Каппельберзі

Він починається на околиці Штокках, приблизно за п'ять кілометрів на північний захід від Боденського озера. Звідси він спочатку пролягає в північно-західному напрямку через природний парк Верхній Дунай до Тутлінгена (23 км), де перетинає молодий Дунай. Потім веде по мальовничому цікавому маршруту, як «Дорога німецького годинника» повз Альбтрауф до старого Ротвайля (51 км), який варто побачити.
До берегів Неккара головною прохідною дорогою в напрямку захід-схід у Штутгарті є федеральна автомагістраль 14. Відносно пряма дорога через Бад-Канштатт через Фелльбах до Вайблінгена колись була позначена як B 14. Проте з 1994 року федеральна траса 14 спочатку була об'єднана з федеральною трасою 10 уздовж лівого берега Неккара. У східному напрямку, за містом, у тунелі Schwanenplatz, побудованому як огорожу для Федеральної садівничої виставки в 1977 році, між парком Rosenstein і мінеральними ваннами, поверніть праворуч на тунель Berger. Але в протилежному напрямку, проїхавши тунель Leuze на B 10, вам потрібно розвернути на світлофорі або різко повернути ліворуч на зустрічну смугу, для якої доступні три смуги. Цю проблему вдалося вирішити завдяки новому короткому тунелю B 14 і новому розвороту B 14, які були введені в експлуатацію 21 лютого 2021 року.